# جون إف. ميتشيل
جون إف. ميتشيل هو سياسي كندي، ولد في 12 أكتوبر 1862، وتوفي في 6 أكتوبر 1943.